# イッポンシメジ
イッポンシメジ（一本湿地、学名: Entoloma sinuatum）は、ハラタケ目イッポンシメジ科イッポンシメジ属の中型から大型のキノコ（菌類）。和名は1本ずつ発生することが多いことから名付けられた。地方によって、コノハカブリ（福島県）、ボッコリ（秋田県）ともよばれている。
イッポンシメジについては、未知の種を含めて異なる複数の種が混在しているとの指摘がある。『北陸のきのこ図鑑』では正しい写真を掲載している市販の図鑑が少なく、北関東の一部地域などでは食用のウラベニホテイシメジを地方名でイッポンシメジと呼ぶことなどから混乱の原因になっていると指摘されている。

## 特徴
秋に、広葉樹林下に単生または散生する。1本ずつ発生することが多いが、まれに何本かまとまって発生することもある。
子実体は傘と柄からなる。傘は7 - 12センチメートル (cm) 。はじめ不規則な丸山形で、のちに饅頭型から中高の平らに開き、古くなると縁が反り返り大きく波打つことが多い。傘表はやや粘性がある。傘の色は淡い灰色から淡い黄土色で、見た目には白っぽい。ヒダははじめ白色で、成熟すると肉色になる。柄は10 - 20 cmで太さは1.5 - 3 cm。

## 食中毒
毒キノコであり、過去の例では下痢、腹痛、嘔吐、発汗等の症状が報告されている。ただし、毒成分については未だ不明とされる。茨城県など一部地域では食用のウラベニホテイシメジを地方名でイッポンシメジと呼んでいるが別の種であり、さらにウラベニホテイシメジと毒きのこのクサウラベニタケが同じ時期に発生することも混乱の原因になっている。そのため標準和名を覚えるよう啓発活動が行われている。
東京都内での1952年から2012年までのキノコ食中毒事件（疑いを含む）の約4割がイッポンシメジまたはクサウラベニタケが原因の食中毒である。

## 似ているキノコ
食用のホンシメジ（Lyophyllum shimeji、シメジ科）またはウラベニホテイシメジ（Entoloma sarcopum、イッポンシメジ科）と似ている。ホンシメジは非常に味の良いキノコとしてよく知られ、マツ林や雑木林に群生し、イッポンシメジと違って成熟してもヒダが肉色にならない。ウラベニホテイシメジは、傘に指で押したような斑紋があり、表面に白いかすり模様がある。